# David Gregory (matematico)
David Gregory (grafia originaria Gregorie) (Aberdeen, 1659 circa – Maidenhead, 10 ottobre 1708) è stato un matematico e astronomo scozzese. Era professore di matematica all'università di Edimburgo, professore Saviliano all'università di Oxford e un commentatore dei Principia di Isaac Newton, con cui discusse una seconda edizione.

## Biografia
Studiò all'Aberdeen Grammar School e al Marischal College dell'università di Aberdeen, dal 1671 to 1675, cominciando dodicenne. Non si laureò mai, ma a soli 16 anni visitò diversi paesi europei, fra cui l'Olanda (dove studiò medicina all'università di Leiden) e la Francia, per tornare in Scozia solo nel 1683.
Nel 1690 abbandonò la Scozia per la più tranquilla Inghilterra dove, nel 1691, fu eletto professore Saviliano, aiutato da Isaac Newton. Diventò Fellow of the Royal Society lo stesso anno e Fellow del Balliol College di Oxford l'anno seguente. A 24 anni fu chiamato professore di matematica all'università di Edimburgo.
Dopo l'atto di Unione del 1707, fu incaricato di riorganizzare la Scottish Mint.
Era zio di Thomas Reid; con la moglie, Elizabeth Oliphant, ebbe nove figli, di cui sette morti prematuramente. Fu sepolto nel cimitero di Maidenhead.

## Opere

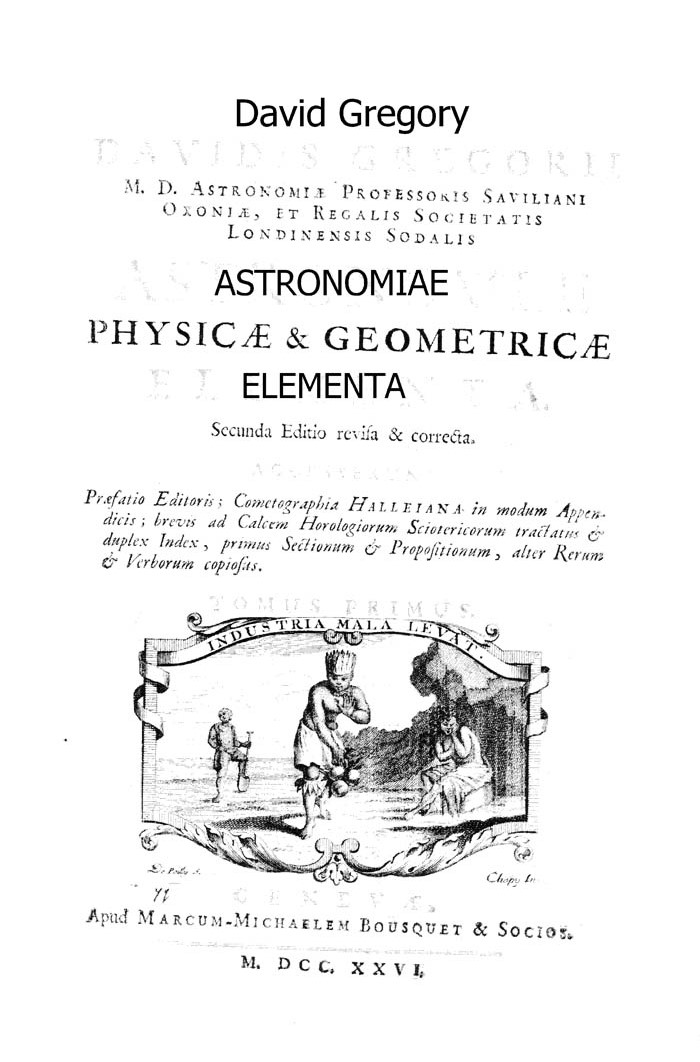
Astronomiae physicae et geometricae elementa, seconda edizione, 1726

- (LA)  Exercitatio geometria dimensione curvarum, 1684.
- (LA)  Catoptricæ et dioptricæ sphæricæ elementa Archiviato il 7 luglio 2015 in Internet Archive., 1695.
- (LA)  Astronomiae physicae et geometricae elementa, 1702.
  - (LA) Astronomiae physicae et geometricae elementa, vol. 1, 2ª ed., Marc Michel Bousquet, 1726.
  - (LA) Astronomiae physicae et geometricae elementa, vol. 2, 2ª ed., Marc Michel Bousquet, 1726.
- (LA)  (come curatore) Euclides quae supersunt omnia, 1703 (raccolta di opere di Euclide).
- (EN)  (a cura di Colin Maclaurin) Treatise of Practical Geometry, 1745.